# Bengt Alexandersson
Bengt Michael Alexandersson, född 22 juni 1961 i Skövde församling i Skaraborgs län, är en svensk militär.

## Biografi
Alexandersson avlade officersexamen vid Krigsskolan 1983 och utnämndes samma år till officer i armén, där han befordrades till kapten 1988. I slutet av 1980-talet tjänstgjorde han vid Skaraborgs regemente. Han befordrades till major 1992 och tjänstgjorde i mitten av 1990-talet i Skaraborgsbrigaden, där han fortfarande var placerad i slutet av 1990-talet då han emellertid tjänstgjorde i Högkvarteret. Efter att ha befordrats till överstelöjtnant var han utbildningsledare vid Skaraborgs regemente 2003–2005 och brigadchef vid Skaraborgs regemente 2005–2008, befordrad till överste 2007 eller 2008. Därefter var han chef för svenska insatsen i Afghanistan från maj till november 2008, militärsakkunnig vid Försvarsdepartementet och arméattaché vid ambassaden i Washington, tillika försvarsattaché vid ambassaden i Ottawa. Han arbetade med Försvarsmaktens ledningsutredning 2016–2017 i Produktionsledningen i Högkvarteret och var chef för Skaraborgs regemente 2017–2021[källa behövs] tillika chef för Militärregion Väst under 2017. Alexandersson var ställföreträdande chef för svenska delegationen vid Neutrala nationernas övervakningskommission 2021–2022 och är chefsutvecklare för armén i Chefs- och personalutvecklingssektionen i Personalstaben i Högkvarteret sedan 2022.